# Adrian Bentzon
Christopher Adrian Ernst Weis Bentzon (født 2. juni 1929, død 1. januar 2013) var en dansk jazzpianist, gift med forfatter Lulu Gauguin og far til musiker Aske Bentzon.
Adrian Bentzon var søn af komponisten Jørgen Liebenberg Bentzon (1897-1951) og Michala Johanne Weis (1899-1973).
Bentzon var sammen med Anders Dyrup blandt initiativtagerne til Jazzhus Montmartre i København og var i det hele taget aktiv i det københavnske jazzmiljø – blandt andet i New Orleans-revival'en, hvor han var aktiv fra 1952 frem til 1973. Desuden fungerede han som orkesterleder for Adrian Bentzons Jazzband og var i en periode pianist i Theis-Nyegaards Jazzband.
Som musiker udgav han en lang række jazzplader, og i 1978 kunne han føre titlen forfatter til CV'et med bogen En samtale med fremtiden. Bentzon komponerede i 1969 musikken til Thomas Windings kortfilm, Hemmelig sommer, der ud over at være skrevet af hustruen Lulu Gauguin havde en meget ung Lars (von) Trier i hovedrollen.
Adrian Bentzon er uddannet ved Københavns Universitet, hvor han i 1952 tog magisterkonferens i slavisk filologi. I 1955 tog han job som musiklærer på Bernadotteskolen i København og deltog i 1970 i oprettelsen af Det fri Gymnasium, hvor han fungerede som rektor 1970-74. Fra 1976 og frem til 1996 var Adrian Bentzon rektor på Børnehaveseminariet Frøbel Højskolen i Roskilde. Derefter gik han på pension.
Bentzon var en af modtagerne af PH-prisen i 1975.